# Bodarps kyrka
Bodarps kyrka är en kyrkobyggnad i Bodarp. Den tillhör Hammarlövs församling i Lunds stift.

## Kyrkobyggnaden
Kyrkan är ursprungligen byggd under 1100-talet senare del eller början av 1200-talet  i romansk stil. Under 1400-talet byggdes trappgavelstornet och valv slogs i kyrkorummet. Tornet var från början inte avsett för kyrkklockorna. Dessa hade sin plats i en klockstapel sydost om kyrkan. År 1844 gjorde professor Carl Georg Brunius upp ett förslag till utvidgning av kyrkan. År 1864 igångsattes arbetet med ombyggnaden. Långhuset fick förbli oförändrat. Istället revs det medeltida koret och korsarmar uppfördes i söder och norr. Ett nytt kor med absid byggdes. Långhuset försågs med strävpelare. Klockorna fick sin plats i tornet.

## Inventarier
- Altaruppsatsen härrör från 1500-talet. Det är försett med skulpterade vingar på båda sidorna. Den större tavlan nederst har som motiv: Nattvardens instiftelse. Den mindre ovanför: Jesus på korset. Altaruppsatsen kröns av den uppståndne Kristus.
- Predikstolen från 1640 har tre fält försedda med bilder av Jesus i Getsemane, Korsfästelsen och Uppståndelsen. I hörnen finns skulpturer av de fyra evangelisterna: Matteus med ängeln, Lukas med oxen, Markus med lejonet och Johannes med örnen.
- Dopfunten dateras till 1640 och är försedd med symboliska figurer.
- Den första orgeln från 1830 hade fem stämmor. 1893 byggde A.V. Lundahl, Malmö en helt ny orgel. Denna byggdes om 1938 av O Hammarberg, Göteborg.

### Orgel
- Den tidigaste kända orgeln byggdes 1764 och hade 3 stämmor.
- 1836 byggde Anders Larsson, Malmö en orgel med 5 stämmor.
- 1893 byggde Anders Victor Lundahl, Malmö en orgel.
- Den nuvarande orgeln byggdes 1938 av Olof Hammarberg, Göteborg och är en pneumatisk orgel. Den har fria och fasta kombinationer, registersvällare och automatisk pedalväxling. År 1988 var orgel inte i bruk.

| Huvudverk I   | Svällverk II      | Pedal      | Koppel   |
| Principal 8'  | Rörgedackt 8´     | Subbas 16´ | I/P      |
| Hålflöjt 8'   | Salicional 8'     | Gedakt 8'  | II/P     |
| Oktava 4'     | Gemshorn 4'       |            | II/I     |
| Kvinta 2 2/3' | Blockflöjt 2'     |            | II 16'/I |
| Oktava 2'     | Ters 1 3/5'       |            | II 4'/I  |
|               | Larigot 1 1/3'    |            | II 4'/P  |
|               | Crescendosvällare |            |          |

- 1987 köpte man in elorgel från Allen med två manualer och pedal.